# Mori-Konzern

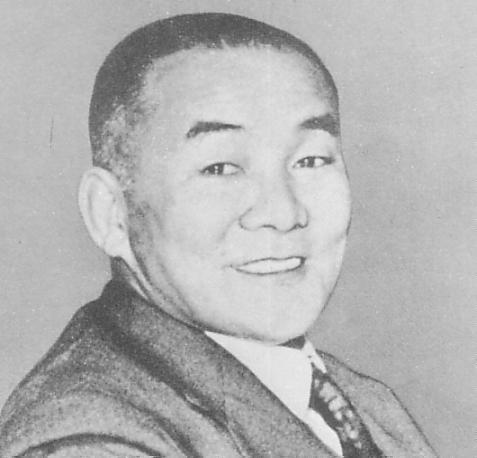
Konzerngründer Mori Nobuteru

Der Mori-Konzern (jap. 森コンツェルン, Mori kontserun, von dt. Konzern; engl. u. a. Mori Konzern, Mori conglomerate, Mori Group, Mori Concern oder Mori Zaibatsu) war ein Zaibatsu, ein japanisches Finanz- und Industriekonglomerat, das vom Unternehmer Mori Nobuteru (1884–1941) aufgebaut wurde und vor allem Unternehmen in der chemischen Industrie, Aluminiumverhüttung und Stromerzeugung umfasste. Es war einer der so genannten shinkō zaibatsu (新興財閥, „neue“ oder „aufstrebende Zaibatsu“, oft auch shinkō kontserun genannt), die vor allem aus der aufsteigenden chemischen und Schwerindustrie in den 1930er Jahren hervorgingen – vor dem Hintergrund der imperialistischen und der gleichzeitigen wirtschaftlichen Expansion auf dem Festland.
1908 gründete Mori die Bōsō Suisan K.K. (房総水産株式会社), ein Unternehmen zur Iodgewinnung, aus dem später die Nippon Yōdo K.K. (日本沃度株式会社) und schließlich Nippon Denki Kōgyō K.K. (日本電気工業株式会社) hervorgingen, die auch in der Aluminiumverhüttung tätig waren. Zusammen mit Ajinomoto-Mitgründer Suzuki Saburōsuke, der auch bei anderen Investitionen sein Partner war, gründete Mori die Tōshin Denki K.K. (東信電気株式会社) für den Strombedarf der Kaliumchloraterzeugung. Nach dem Ersten Weltkrieg entstand der zweite Hauptvorläufer von Shōwa Denkō, 1922 als Mori Kōgyō (森興業), 1928 als Shōwa Hiryō K.K. (昭和肥料株式会社). Der Mori-Konzern expandierte nach dem Einmarsch in der Mandschurei 1931. 1939 wurden Shōwa Hiryō und Nippon Denki Kōgyō zu Shōwa Denkō fusioniert.
Bei der Zerschlagung der Zaibatsu nach dem Ende des Pazifikkriegs gingen aus dem Mori-Konzern unter anderem die Unternehmen Shōwa Denkō und Nippon Yakin Kōgyō hervor, die ehemalige Tōshin Denki gehört heute zu Tōkyō Denryoku. Mori war außerdem einer der Mitgründer des Vorläufers der Chiba Kōgyō Daigaku. Er war darüber hinaus als Mitglied des Shūgiin, dem bürgerlichen Unterhaus des Reichstags, auch in der Politik aktiv; einige Mitglieder seiner Familie spielten oder spielen eine Rolle in der Politik der Nachkriegszeit, unter anderem seine Söhne Mori Satoru (Abgeordneter), Mori Kiyoshi (Abgeordneter, Minister) und Mori Yoshihide (Abgeordneter, Umweltminister), seine Schwiegersöhne Miki Takeo (Abgeordneter, Premierminister) und Tanaka Satoru (Gouverneur von Mie) sowie seine Enkel Mori Eisuke (Abgeordneter, Justizminister) und Matsuzaki Tetsuhisa (Abgeordneter).